# Żar (Wrocław)
Żar (niem. Saara) – osiedle w zachodniej części Wrocławia. W granicach miasta od 1 stycznia 1973. Administracyjnie jest obecnie częścią osiedla Leśnica. 
Znajduje się na zachód od Leśnicy i Pustek, przy drodze do wsi Lutynia. Na wschód od osiedla znajduje się Las Leśnicki i Las Ratyński.

## Historia
W XIV osada, w XV wieku prywatna wieś z folwarkiem, wzmiankowana jako Saar. W grudniu 1757, po zwycięskiej bitwie pod Lutynią, w tutejszej karczmie kwaterę swoją urządził król pruski Fryderyk II Wielki. Z tej okazji urządzona została tu izba pamięci poświęcona Fryderykowi Wielkiemu, zniszczona wraz z wyposażeniem w 1945.
Wieś w 1845 liczyła 142 mieszkańców w 16 domach.
W 1976 pomiędzy ul. Lutyńską, Średzką założony został sad owocowy – Sad "Żar" – o powierzchni 116 ha. Rosnące tu jabłonie i wiśnie zaopatrują głównie rynek wrocławski (w 1998 r. zebrano tu 800 ton jabłek). Własność Gospodarstwa Rolnego Skarbu Państwa w Leśnicy.